# Teodora (imperatrice)
Teodora di Cazaria (fl. VIII secolo) è stata un'imperatrice bizantina, consorte dell'Imperatore Giustiniano II.

## Biografia
Sorella del khan dei Cazari, Ibusirus Glibanus, nel 703 fu promessa in sposa dal fratello all'ex Imperatore di Bisanzio, Giustiniano II. Questi era stato esiliato in Crimea, ma nel corso del 702-703 le sue pubbliche dichiarazioni di voler diventare di nuovo imperatore preoccuparono i proprietari terrieri locali che, timorosi che ciò potesse davvero accadere, progettarono di ucciderlo o inviarlo all'Imperatore. Avvisato dei loro piani, Giustiniano fuggì riparando presso i Cazari, venendo entusiasticamente accolto dal loro khan, che gli diede in sposa la sorella, che assunse il nome bizantino di Teodora.
Teodora si trasferì con il suo nuovo marito nella città di Fanagoria, sulle rive del mar d'Azov. Da Costantinopoli, però, l'imperatore Tiberio sobillò Busir, in cambio di molti presenti, a consegnargli Giustiniano, o vivo o, in caso contrario, la sua testa, e questi accettò di tradirlo. Busir inviò quindi due ufficiali, Papatzys e Balgitzin, con l'ordine di assassinare il cognato. Teodora avvisò però il marito che strangolò con le proprie mani i due e raggiunse quindi a Cherson i suoi sostenitori, da dove ripartì diretto a Ovest attraverso il mar Nero. Teodora, che aveva già dato un figlio a Giustiniano, Tiberio, rimase a Cherson, mentre il marito, sfruttando l'alleanza con il re dei Bulgari per riguadagnare il trono. Ripreso il trono, Giustiniano inviò nel 705 una flotta nel mar d'Azov per ottenere con la forza dal cognato Busir la restituzione della moglie Teodora, che egli ancora teneva in custodia. Una tempesta disperse però le navi di Giustiniano, ma Busir rispose comunque che egli era libero di reclamare la moglie, senza bisogno di guerra, semplicemente inviando degli emissari per scortarla. Quando la moglie giunse a Costantinopoli nel 706 recava con sé il figlio di Giustiniano, Tiberio: l'imperatore incoronò quindi la moglie col titolo di Augusta e pose il figlio quale co-imperatore, per assicurargli la successione.
Secondo Zonara, era invece figlia di Anastasia ed era già deceduta quando Giustiniano II e il figlio Tiberio furono assassinati.